# Лоуни
Ло́уни (чеськ. Louny [ˈloʊ̯nɪ]), раніше Лаун (нім. Laun) — місто на північному заході Чеської Республіки, в Устецькому краї. Є адміністративним центром району Лоуни. Населення — 18 989 осіб (2009).

## Історія
Перша письмова згадка про Лоуни відноситься до 1115 року, коли поселення належало монастирю в Кладрубах. За правління Пржемисла Отакара II Лоуни, розташовані в кілометрі на схід від початкового поселення, отримують статус королівського міста. Завдяки важливому розташуванню на дорозі з Праги до Німеччини, місто починає процвітати. На період правління династії Люксембургів припадає пік розквіту міста: розвиваються ремесла, сільське господарство, виноробство. Під час Гуситських воєн Лоуни об'єдналися з сусіднім Жатцем в боротьбі проти імператорських військ.
Після руйнівної пожежі 1517 року місто було відновлено. Була побудована церква Св. Миколая придворним архітектором Бенедиктом Рейтом. Отримала популярність муніципальна школа. Під час антигабсбурзького повстання Лоуни підтримали повстанців. Після Тридцятирічної війни значення міста знизилося.
У середині XIX століття Лоуни стали окружним центром. Протягом XIX століття і в 1960-х — 70-х роках багато будинків історичного центру були знесені: зникла ратуша, міські ворота, багато будівель епохи Ренесанс.
У 1872—1904 роках Лоуни стають залізничним вузлом.
Після розчленування нацистами Чехословаччини Лоуни потрапили до протекторату Богемії і Моравії. Після Другої світової війни місто стає промисловим центром.

## Відомі люди

### Уродженці міста
- Ярослав Врхліцький — чеський поет і драматург.
- Карел Конрад — чеський журналіст і письменник.
- Отакар Ярош — чехословацький військовик, Герой Радянського Союзу.
- Кароліна і Крістина Плішкові — чеські тенісистки.